# Schizocyathus
Genre
Schizocyathus est un genre de coraux durs de la famille des Schizocyathidae.

## Liste d'espèces
Le genre Schizocyathus comprend les espèces suivantes :
| Selon World Register of Marine Species (13 juillet 2015) : - Schizocyathus fissilis Pourtalès, 1874 | Selon Paleobiology Database (13 juillet 2015) : - Schizocyathus daschsalachlyensis - Schizocyathus fissilis |